# Mosor
Mosor je pohoří v jižním Chorvatsku. Táhne se blízko mořského pobřeží od města Split k městu Omiš. Jeho nejvyšší vrcholem je Veliki Kabal (1 339 m).
Mosor je na jihovýchodě ohraničen řekou Cetinou, která jej odděluje od pohoří Omiška Dinara a Biokovo. Severně se nachází pohoří Mali Mosor a Svilaja. Západně se nachází pohoří Kozjak a řeka Jadro.
Mosor zahrnuje mnoho vrcholů, včetně šestnácti tisícovek, které jsou uvedeny v tomto seznamu:
- Veliki Kabal – 1 339 m
- Vickov stup – 1 325 m
- Kozik – 1 319 m
- Ljubljan – 1 262 m
- Jabukovac – 1 246 m
- Mali Kozjak – 1 194 m
- Sedlo – 1 176 m
- Velim – 1 159 m
- Dana – 1 148 m
- Bila – 1 127 m
- Trnovac – 1 102 m
- Kunjevod – 1 082 m
- Ljutovac – 1 050 m
- Debelo Brdo – 1 044 m
- Istarska glavica – 1 041 m
- Kupinovac – 1 001 m

Na Mosoru se taktéž nachází několik jeskyň, do nichž patří Vranjača, Malo razdolje, Miličevića špilja, Snižnica, Ledenica, Javorska jama 1, Javorska jama 2, Strmička jama 1, Strmička jama 2, Gajina jama, Đuderina jama, Kraljeva peć a Balića pećina.
Rostlinstvo a živočišstvo na pohoří je velice rozmanité. Roste zde jednokvítek velekvětý, vítečník sítinovitý, šalvěj, myrta, pelyněk a smil písečný, ze stromů jalovec obecný, habr, dub, jasan, javor francouzský, višeň turecká, řečík terebintový, javor, tis, jilm horský a dřín. Žije zde macarát jeskynní, ještěrka, užovka obojková, mlok skvrnitý, zajíc, tchoř tmavý, jezevec, liška, lasice kolčava, kuna lesní, vlk obecný, prase divoké, ovce tlustorohá a kamzík horský, z ptáků bažant, havran, sokol nebo jestřáb. Roste zde též endemická rostlina modroušek dinárský (Edraianthus dinaricus) z čeledi zvonkovité, v chorvatštině nazývaná mosorsko zvonce.